# Quận Warren, Tennessee
Quận Warren là một quận thuộc tiểu bang Tennessee, Hoa Kỳ.
Quận này được đặt tên theo. Theo điều tra dân số của Cục điều tra dân số Hoa Kỳ năm 2000, quận có dân số 38.276 người. Quận lỵ đóng ở McMinnville6.

## Địa lý
Theo Cục điều tra dân số Hoa Kỳ, quận có diện tích 1124 km2, trong đó có 4 km2 là diện tích mặt nước.

### Quận giáp ranh
- Quận DeKalb (bắc)
- Quận White (đông bắc)
- Quận Van Buren (đông)
- Quận Sequatchie (đông nam)
- Quận Grundy (nam)
- Quận Coffee (tây nam)
- Quận Cannon (tây bắc)

## Thông tin nhân khẩu

Tháp dân số quận Warren

Theo điều tra dân số 2 năm 2000, quận đã có dân số 38.276 người với 15.181 hộ gia đình, và 10.824 gia đình cư trú tại quận. Mật độ dân số là 88 người trên một dặm vuông (34/km ²). Có 16.689 đơn vị nhà ở với mật độ trung bình là 39 trên một dặm vuông (15/km ²). Các trang điểm chủng tộc của quận là 91,66% người da trắng, 3,16% da đen hay Mỹ gốc Phi, 0,21% người Mỹ bản xứ, 0:42% châu Á, Thái Bình Dương 0,05%, 3,56% từ các chủng tộc khác, và 0,94% từ hai hoặc nhiều chủng tộc. 4,92% dân số là những tài nguyên người Hispanic hay Latino thuộc một chủng tộc nào.
Có 15,181 hộ gia đình trong đó có 31,90% có trẻ em dưới 18 tuổi sống chung, 56,20% là người có tài nguyên cặp vợ chồng sống với nhau, 11,20% Đã có một chủ hộ nữ và không có chồng, và 28,70% không phải gia đình là những người có tài nguyên. 25,00% hộ gia đình đã được các nguồn tài nguyên nhân tạo ra từ các cá nhân, 10,50% có người 65 tuổi trở lên. Cỡ hộ trung bình là 02:47 và kích cỡ gia đình trung bình là 2,93.
Trong quận, cơ cấu độ tuổi gồm 24,20% dưới 18 tuổi, 10,9% 18-24, 29,40% 25-44, 23:40% từ 45 đến 64, và 13,90%, WHO đã được những người tài từ 65 tuổi trở lên. Độ tuổi trung bình là 37 năm. Đối với mỗi 100 nữ có được những người tài nguyên 96,50 nam giới. Đối với mỗi 100 nữ 18 tuổi trở lên, đã có người tài nguyên 94,70 nam giới.
Thu nhập trung bình cho một hộ gia đình trong quận là 30.920 USD, và thu nhập trung bình cho một gia đình là 37.835 USD. phái nam có thu nhập trung bình 28.409 USD so với mức 20.863 của phái nữ. Thu nhập bình quân đầu người là 15.759 USD. Có 13,00% số gia đình và 16,60% dân số dưới mức nghèo đói là, bao gồm 20,40% những người dưới 18 tuổi và% 17:20 của những người 65 tuổi hoặc hơn.